# Limonar (Cuba)
Limonar es uno de los municipios que conforman la provincia de Matanzas, en Cuba. 
Posee una extensión territorial de 442 km² y una población estimada al 2017 de 26 756 habitantes, lo que representa una densidad de 60,58 hab/km². El municipio se encuentra a una altitud media de 5 m s. n. m..

Su nombre se debe a las plantaciones de cítricos que cultivaban los antiguos colonos franceses. Luego estas tierras fueron destinadas a las plantaciones de caña de azúcar.
Limita al oeste con la provincia de Mayabeque, al norte con los municipios de Matanzas y Cárdenas, al este con el municipio de Jovellanos y al sur con los municipios de Unión de Reyes y Pedro Betancourt.
El relieve del municipio esta caracterizado por llanuras rodeadas de colinas o lomas suaves. El curso de agua más importante es el río La Palma. Por lo general el color de la tierra en la cabecera del municipio es de color rojo.
El clima del municipio es cálido y húmedo, con inviernos suaves y veranos calurosos. Las temperaturas extremas rondan la mínima de 12 °C en invierno y 33 °C en verano.
La región que hoy ocupa el municipio, al igual que otras de la provincia, fue escenario de numerosos levantamientos de esclavos, producto de las condiciones extremas de vida a las que eran sometidos en las grandes plantaciones de caña de azúcar. Existen registros de estas situaciones desde el siglo XVIII. Dos museos fueron creados a fin de conservar los elementos de esa etapa de la historia de Cuba y un grupo escultórico como homenaje a los protagonistas de las sublevaciones.

El Museo al Esclavo Rebelde ubicado en las instalaciones del antiguo ingenio azucarero Triunvirato, reproduce ambientaciones y reúne piezas representativas de las condiciones de vida cotidiana en hacia mitad del siglo XIX. 

El Museo de Limonar, conserva además piezas arqueológicas de pueblos aborígenes y elementos más recientes que reflejan el desarrollo de la región.

El Monumento al Esclavo Rebelde es un conjunto escultórico que, entre otros, homenajea a Carlota, protagonista a mitad del siglo XIX de una sublevación de esclavos en el ingenio azucarero.
El atleta Javier Sotomayor Sanabria, medallista olímpico, es oriundo del municipio.